# Fidati di me (Laura Pausini)
Fidati di me è un brano musicale della cantante italiana Laura Pausini. È il 3º singolo estratto il 6 giugno 2001 dall'album Tra te e il mare del 2000. In Brasile è il 4º ed ultimo singolo estratto dall'album.

## Il brano
La musica è composta da Giuseppe Tosetto; il testo è scritto da Laura Pausini, Cheope e Giuseppe Dati; l'adattamento spagnolo è di Badia.
La canzone viene tradotta in lingua spagnola con il titolo Fíate de mi, inserita nell'album Entre tú y mil mares ed estratta come 3° singolo in America Latina. In Spagna è il 4º ed ultimo singolo estratto dall'album.
Con Fidati di me la cantante partecipa in estate 2001 al Festivalbar.
I 2 brani vengono trasmessi in radio; vengono realizzati i 2 videoclip.

## Il video
Il videoclip (in lingua italiana e in lingua spagnola) è stato diretto dal regista Marco Salom.

## Tracce
CDS - Promo 2486 Warner Music Europa (2001)
1. Fidati di me

CDS - Promo Warner Music Spagna (2001)
1. Fíate de mi

CDS - Promo 2485 Warner Music Spagna (2001)
1. Fíate de mi

CDS - Promo 1388 Warner Music Messico (2001)
1. Fíate de mi

CDS - Promo SID43010502 Warner Music Colombia (2001)
1. Fíate de mi

CDS - 0927410922 Warner Music Italia (2002)
1. E ritorno da te
2. E ritorno da te (Instrumental)
3. Fíate de mi

Download digitale
1. Fidati di me
2. Fíate de mi

## Pubblicazioni
Fidati di me viene inserita in versione Live nel DVD Live 2001-2002 World Tour del 2002 (video) e nell'album Live in Paris 05 del 2005 (Medley video).